# Chaerilus sabinae
Espèce
Chaerilus sabinae est une espèce de scorpions de la famille des Chaerilidae.

## Distribution
Cette espèce est endémique de Sulawesi en Indonésie,. Elle se rencontre à Pangkajene dans la grotte Gua Atas,.

## Description
Le mâle subadulte holotype mesure 8 mm. Ce scorpion est anophtalme.

## Étymologie
Cette espèce est nommée en l'honneur de Sabine Jourdan.

## Publication originale
- Lourenço, 1995 : Chaerilus sabinae, nouvelle espèce de scorpion anophthalme des grottes de Matampa en Inde (Scorpiones, Chaerilidae). Revue Suisse de Zoologie, vol. 102, no 3, p. 847-850 (texte intégral).